# Condylostylus bellulus
Condylostylus bellulus är en tvåvingeart som först beskrevs av Aldrich 1896.  Condylostylus bellulus ingår i släktet Condylostylus och familjen styltflugor. Inga underarter finns listade i Catalogue of Life.